# Giuseppe Augusto d'Asburgo-Lorena
L'Arciduca Giuseppe Augusto Vittorio Clemente Maria d'Austria, Principe d’Ungheria e Boemia (Alcsútdoboz, 9 agosto 1872 – Rain, 6 luglio 1962), è stato un politico e generale ungherese che fu per un breve periodo capo di stato d'Ungheria. Era membro del Casato d'Asburgo-Lorena, figlio maggiore dell’arciduca Giuseppe Carlo Luigi d'Asburgo-Lorena (1833–1905) e di sua moglie la principessa Clotilde di Sassonia-Coburgo-Kohary (1846–1927). Il nonno di Giuseppe Augusto era Giuseppe Antonio Giovanni d'Asburgo-Lorena, palatino e viceré d'Ungheria, figlio minore dell'imperatore Leopoldo II.
Il diamante arciduca Giuseppe, un diamante incolore di 76,02 carati senza imperfezioni interne, prende il nome dell'arciduca che ne fu proprietario.

## Biografia
Dopo aver iniziato la sua carriera militare nel 1890, durante la prima guerra mondiale combatté in Galizia e sui Carpazi. Dopo l'entrata in guerra dell'Italia fu trasferito in Carinzia e combatté sull'Isonzo.
Nel novembre 1916 fu posto al comando delle operazioni contro le forze russe e rumene ed infine fu trasferito nei Balcani. Nel tentativo di placare le spinte separatiste dei nazionalisti ungheresi fu nominato dall'Imperatore Carlo I d'Austria Feldmaresciallo dell'esercito dell'Impero austro-ungarico.
Il 27 ottobre 1918 Carlo lo nominò homo regius d'Ungheria ma Augusto chiese di essere sollevato dall'incarico e chiese a János Hadik di formare un nuovo governo ma lo scoppio, il 31 ottobre 1918, della rivoluzione comunista ungherese guidata da Béla Kun vanificò i suoi piani. Dopo il fallimento nel tentativo rivoluzionario, fu nuovamente nominato presidente. Il 23 ottobre 1919 fu costretto a dimettersi per avere cercato di favorire la restaurazione sul trono di Carlo I.
Con l'ascesa dell'ammiraglio Miklós Horthy al potere, sarà il primo ad ottenere il titolo di Vitéz (ad eccezion fatta per Horty, il fondatore dell'Ordine). Alla morte di Horty sarà lui a prendere le redini dell'Ordine di Vitéz, diventando così il secondo capitano generale dello stesso fino alla propria morte. Oggi l'Ordine continua ad esistere sotto la guida dei suoi discendenti.
In seguito divenne membro onorario dell'Accademia ungherese delle scienze di cui fu presidente dal 1936 al 1944, anno in cui il Terzo Reich invase l'Ungheria. Fuggì negli Stati Uniti ma dopo la fine della seconda guerra mondiale tornò in Germania dove morì.

## Matrimonio e figli
Nel 1893 sposa a Monaco la principessa Augusta Maria di Baviera, figlia del principe Leopoldo di Baviera e dell'arciduchessa Gisella d'Asburgo-Lorena.
Hanno avuto sei figli, quattro dei quali morirono prima dell'età adulta:
- arciduca Giuseppe Francesco (1895 - 1957), il capitano (Rittmeister) del 7º reggimento ussaro durante la prima guerra mondiale, si è aggiudicato la medaglia d'argento al valore militare.
- arciduchessa Gisella Maria Anna Augusta (1897 - 1901),
- arciduchessa Clementina Sofia Elisabetta (1899 - 1978),
- arciduca Laszlo Luitpold (1901 - 1946),
- arciduca Mattia Giuseppe Alberto (1904 - 1905),
- arciduchessa Raniera Maria Maddalena (1909 - 2000), pittrice e scultrice.

## Ascendenza
|                                        |                                        |                                              | Genitori                                   |  |  | Nonni |  |  | Bisnonni                     |  |  | Trisnonni             |  |
|                                        |                                        |                                              |                                            |  |  |       |  |  | Leopoldo II d'Asburgo-Lorena |  |  | Francesco I di Lorena |  |
|                                        |                                        |                                              |                                            |  |  |       |  |  | Leopoldo II d'Asburgo-Lorena |  |  | Francesco I di Lorena |  |
|                                        |                                        | Maria Teresa d'Austria                       |                                            |  |  |       |  |  | Leopoldo II d'Asburgo-Lorena |  |  |                       |  |
| Arciduca Giuseppe, Palatino d'Ungheria |                                        |                                              |                                            |  |  |       |  |  | Leopoldo II d'Asburgo-Lorena |  |  |                       |  |
|                                        |                                        | Maria Luisa di Borbone-Spagna (1745-1792)    | Carlo III di Spagna                        |  |  |       |  |  |                              |  |  |                       |  |
|                                        |                                        | Maria Luisa di Borbone-Spagna (1745-1792)    | Carlo III di Spagna                        |  |  |       |  |  |                              |  |  |                       |  |
|                                        |                                        | Maria Luisa di Borbone-Spagna (1745-1792)    | Maria Amalia di Sassonia                   |  |  |       |  |  |                              |  |  |                       |  |
| Arciduca Giuseppe Carlo d'Austria      |                                        | Maria Luisa di Borbone-Spagna (1745-1792)    |                                            |  |  |       |  |  |                              |  |  |                       |  |
|                                        |                                        | Ludovico Federico Alessandro di Württemberg  | Federico II Eugenio di Württemberg         |  |  |       |  |  |                              |  |  |                       |  |
|                                        |                                        | Ludovico Federico Alessandro di Württemberg  | Federico II Eugenio di Württemberg         |  |  |       |  |  |                              |  |  |                       |  |
|                                        |                                        | Ludovico Federico Alessandro di Württemberg  | Federica Dorotea di Brandeburgo-Schwedt    |  |  |       |  |  |                              |  |  |                       |  |
| Maria Dorotea di Württemberg           |                                        | Ludovico Federico Alessandro di Württemberg  |                                            |  |  |       |  |  |                              |  |  |                       |  |
|                                        |                                        | Enrichetta di Nassau-Weilburg                | Carlo Cristiano di Nassau-Weilburg         |  |  |       |  |  |                              |  |  |                       |  |
|                                        |                                        | Enrichetta di Nassau-Weilburg                | Carlo Cristiano di Nassau-Weilburg         |  |  |       |  |  |                              |  |  |                       |  |
|                                        |                                        | Enrichetta di Nassau-Weilburg                | Carolina d'Orange-Nassau                   |  |  |       |  |  |                              |  |  |                       |  |
| Arciduca Giuseppe Augusto d'Austria    |                                        | Enrichetta di Nassau-Weilburg                |                                            |  |  |       |  |  |                              |  |  |                       |  |
|                                        | Ferdinando di Sassonia-Coburgo e Gotha | Francesco, Duca di Sassonia-Coburgo-Saalfeld |                                            |  |  |       |  |  |                              |  |  |                       |  |
|                                        | Ferdinando di Sassonia-Coburgo e Gotha | Francesco, Duca di Sassonia-Coburgo-Saalfeld |                                            |  |  |       |  |  |                              |  |  |                       |  |
|                                        | Ferdinando di Sassonia-Coburgo e Gotha | Augusta di Reuss-Ebersdorf                   |                                            |  |  |       |  |  |                              |  |  |                       |  |
| Augusto di Sassonia-Coburgo e Gotha    | Ferdinando di Sassonia-Coburgo e Gotha |                                              |                                            |  |  |       |  |  |                              |  |  |                       |  |
|                                        |                                        | Maria Antonia di Koháry                      | Ferencz József Koháry de Csábrág           |  |  |       |  |  |                              |  |  |                       |  |
|                                        |                                        | Maria Antonia di Koháry                      | Ferencz József Koháry de Csábrág           |  |  |       |  |  |                              |  |  |                       |  |
|                                        |                                        | Maria Antonia di Koháry                      | Maria Antonia di Waldstein-Wartenberg      |  |  |       |  |  |                              |  |  |                       |  |
| Clotilde di Sassonia-Coburgo e Gotha   |                                        | Maria Antonia di Koháry                      |                                            |  |  |       |  |  |                              |  |  |                       |  |
|                                        |                                        | Luigi Filippo d'Orléans, Re dei Francesi     | Luigi Filippo II, Duca d'Orléans           |  |  |       |  |  |                              |  |  |                       |  |
|                                        |                                        | Luigi Filippo d'Orléans, Re dei Francesi     | Luigi Filippo II, Duca d'Orléans           |  |  |       |  |  |                              |  |  |                       |  |
|                                        |                                        | Luigi Filippo d'Orléans, Re dei Francesi     | Luisa Maria Adelaide di Borbone-Penthièvre |  |  |       |  |  |                              |  |  |                       |  |
| Clementina d'Orléans                   |                                        | Luigi Filippo d'Orléans, Re dei Francesi     |                                            |  |  |       |  |  |                              |  |  |                       |  |
|                                        |                                        | Maria Amalia di Borbone-Due Sicilie          | Ferdinando I delle Due Sicilie             |  |  |       |  |  |                              |  |  |                       |  |
|                                        |                                        | Maria Amalia di Borbone-Due Sicilie          | Ferdinando I delle Due Sicilie             |  |  |       |  |  |                              |  |  |                       |  |
|                                        |                                        | Maria Amalia di Borbone-Due Sicilie          | Maria Carolina d'Austria                   |  |  |       |  |  |                              |  |  |                       |  |
|                                        |                                        | Maria Amalia di Borbone-Due Sicilie          |                                            |  |  |       |  |  |                              |  |  |                       |  |